# Association des joueurs de la Ligue majeure de baseball
L'Association des joueurs de la Ligue majeure de baseball est le syndicat des joueurs de la Ligue majeure de baseball. Elle a été créée en 1956. On y réfère par le sigle MLBPA, pour Major League Baseball Players Association. Depuis le 3 décembre 2013, le directeur de la MLBPA est Tony Clark.

## Histoire
La MLBPA n'est pas le premier syndicat de joueurs créé. Le National Brotherhood of Professional Base Ball Players (1885-1891), la Protective Association of Professional Baseball Players (1900-1903), la Players Fraternity (1912-1917), la National Baseball Players Association of the United States (1922), puis l'American Baseball Guild (1946) tentèrent, sans grands résultats, de défendre les intérêts des joueurs face aux propriétaires des franchises.
Dès 1953, l'avocat J. Norman Lewis est engagé par des joueurs afin de renégocier les conditions de retraite. La création de la MLBPA intervient à la fin de l'année 1956.